# カルトランジュ
カルト・オランジュ（仏 carte orange、オレンジ色のカード、実際の発音はアンシェヌマンによりカルトランジュに近い）は、かつてパリを中心とするイル＝ド＝フランス地域圏の公共交通機関で使用できる定期乗車券であった。所有者は指定されたゾーン内の鉄道・バス等を、1週間または1か月間無制限に利用できた。しかし2009年1月いっぱいで廃止され、同年2月以降は後述のNavigoに完全に移行した。そのため以下の記述は基本的に2009年1月以前のものである。

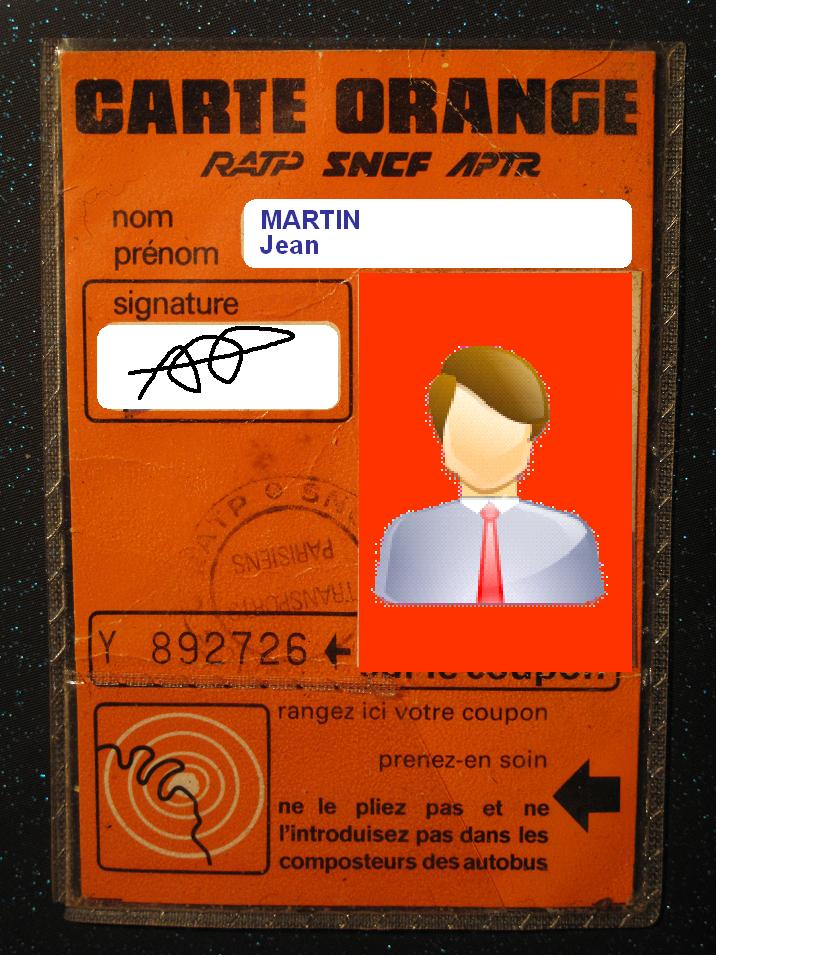
カルトランジュ

## 利用可能な交通機関
カルト・オランジュは、イル＝ド＝フランス交通組合(STIF= Syndicat des transports d'Île-de-France)の管轄下にあるフランス国鉄(SNCF)、パリ交通営団(RATP)、Optile（民間バス会社の協会）の3者が運行する以下の交通機関で使用できる。
- メトロ (パリ)
- RER
- トランジリアン - SNCFの近郊線
- トラム
- バス - 通常の路線バスのほか、深夜バスやRATPの空港連絡バス（ロワッシーバス、オルリーバス）も有効ゾーンに含まれていれば利用できる。
- フニクレール（モンマルトルのケーブルカー） - RATP

ただし、オルリー空港アクセス用の新交通システムであるオルリーヴァルはRATPの運行だが、独自の料金体系をとっておりカルト・オランジュは使用できない。また上記3者以外の運営する交通機関、例えばエールフランスの空港リムジンバスは利用できない。

## ゾーン

RER路線とゾーン

イル＝ド＝フランス地域圏全体は8つのゾーンに分けられている。パリ市（ブローニュの森とヴァンセンヌの森を除く）がゾーン1であり、以下同心円状にゾーン2からゾーン8が設定されている。
各ゾーンに属する主な町、施設は以下の通り。
- ゾーン1 - パリ市
- ゾーン2 - スタッド・ド・フランス
- ゾーン3 - ラ・デファンス、ナンテール
- ゾーン4 - ヴェルサイユ、オルリー空港
- ゾーン5 - シャルル・ド・ゴール国際空港、ディズニーランド・パリ
- ゾーン6 - フォンテーヌブロー
- ゾーン7 -
- ゾーン8 - プロヴァン

RER D線の末端部の駅はイル＝ド＝フランス地域圏から外れるため、カルテ・オランジュは利用できない。
なお、2007年中にゾーン7・8は廃止されゾーン6に統合、さらに2013年1月にはゾーン6も廃止され、現在はゾーン5までとなっている。
利用時には乗り降りする駅・停留所だけではなく、通過するすべてのゾーンで有効な券が必要である。例えばラ・デファンス（ゾーン3）からディズニーランド・パリ（ゾーン5）までRER A線で行く場合には、途中パリ市内（ゾーン1）を経由するためゾーン1-5のすべてを含む券を持っていなければならない。

## 券の構成と利用方法
カルト・オランジュはクレジットカード大のIDカード部分と、より小さな磁気券（クーポン）部分からなる。2枚とも主に紙製で、オレンジ色を基調としたデザインである。2枚は灰色の専用ケースに収められる。
IDカードはケースとともに駅の窓口などで無料で配布されている。有効期限はない。カードには番号がつけられており、また写真貼りつけ欄と所有者の名前、住所などを記入する欄がある。
クーポンは駅窓口や自動券売機で販売されている。連続する2つ以上のゾーン（1-2、3-5など）ごとにそれぞれ1週間、1箇月の料金が設定されている。1週間券は各週の月曜日から日曜日まで、1箇月券は各月の1日から末日まで有効である。クーポンには利用可能な月または週と有効ゾーンが印刷されている。
利用時には、メトロやRERではクーポン部分を自動改札機に通す。検札時にはクーポンと同時にIDカードを係員に提示する。IDカードを携行していないと不正乗車となる。バスやトラムではクーポンとIDカードを運転士に提示する。

## 不正防止
クーポンにはIDカードの番号を書き移す欄があり、使用を開始する前にボールペンなどで書き移さなければならない。これにより複数人による使い回しを防いでいる。また、メトロの自動改札では同じクーポンを短時間のうちに連続して使うことはできない。このため、改札を通った後でホームを間違えたなどの事情で一旦外に出てから再度入場するには、数分間待たなければならない。メトロには出場時に改札はないため、出場情報を記録できないためである。
1997年から、クーポンには偽造防止用のホログラムが付けられ、また特殊なインクが使われている。これ以前はカルト・オランジュの2.5%は偽造であったと推測されている。

## 歴史
カルト・オランジュが導入されたのは1975年のことである。
それ以前のパリの公共交通機関の運賃体系は複雑なものであり、利用者は乗り換えのたびに何度も切符を買う必要があった。これを改善しようという試みは何度か行なわれており、特に1968年にはメトロとバスの双方で利用可能なTicket ivoire commun（象牙色の共通乗車券）が導入された。さらに3年後にはSNCFや郊外のバスでも利用可能な乗車券が作られた。これらの中でも、カルト・オランジュは一定範囲の交通機関が無制限に利用できるという点で画期的なものであった。
初期にはカルト・オランジュは通勤者専用であり、購入には勤務先からの証明書が必要であった。この規制はすぐに廃止され、カルト・オランジュは急速に普及した。当初カルト・オランジュの販売枚数は約65万枚と予測されていたが、実際には導入後6か月で90万枚に達した。パリの交通史を研究しているMichel Margairazは、この差を次のように説明している。当初の予測では、カルト・オランジュを購入するのはそれによって金銭的に得をする人のみであるとしていた。しかし実際には、必ずしも金銭的に得をしない人でも、運賃や切符の心配をすることなく交通機関を利用できるという魅力から、カルト・オランジュを購入したのである。
カルト・オランジュの導入にあたっては、利用者の利便性の確保と同時に、交通機関の収入の確保が重要な課題であった。導入に関わったPaul Josseは、新たな券の導入にあたって「国や地方自治体に1スーたりとも負担させるわけにはいかなかった」と語っている。SNCFとRATPはカルト・オランジュの収入の分配方法も定めなければならなかった。しかしこの問題は、両者の首脳部が同じ大学その他の高等教育期間の出身者であるというフランス特有の事情もあり、比較的容易に解決した。
カルト・オランジュは、当時自家用車の普及で衰退傾向にあった公共交通機関の利用促進も意図していた。1960年代末にはパリ市内のバス路線を廃止することすら検討されていたが、カルト・オランジュ導入の年にはバス利用者は40%も増加した。公共交通機関全体では、導入後の10年間で利用者は20%増加した。
またカルト・オランジュはパリ市内の移動にかかる交通費を均一化することも意図していた。それまでは都心からはなれた地区から都心へ向かうには、乗り換え回数が増えるため運賃が余分にかかっていたが、カルト・オランジュを使えば均一料金で移動できるようになった。
カルト・オランジュは2009年1月に廃止され、後述するICカード方式のNavigoに完全に移行した。

## Navigo
2001年から非接触型ICカードを利用した定期券Navigoが導入され、2006年5月にはイル＝ド＝フランス地域圏全域で利用できるようになった。ゾーン制や料金は従来のカルト・オランジュと同じである。使用履歴がより正確に追跡できるようになるため不正乗車の防止に役立つと考えられているが、一方でプライバシーの侵害になるとの批判もある。利用者にとっては、紛失や盗難時に再発行が可能であるという利点がある。

## 類似の券
カルト・オランジュと同様のゾーン制を利用した定期券類には以下のようなものがある。
Intègrale
カルト・オランジュ11か月分の料金で1年間有効である。
Imagine'R
12歳から25歳までの学生専用の通学定期券。バカロレア取得前の中高生用(scolaire)とそれ以上の高等教育期間の学生用(étudiant)の2種類があり、scolaireは9月1日から翌年9月30日までの13か月間、étudiantは1月1日または9月1日から12か月間有効である。また週末、祝日、夏休み（7月1日から8月31日）には、指定されたゾーン以外でもイル＝ド＝フランス地域圏全体で利用できる。
Mobilis
1日間有効。ゾーン1-2、1-3、1-4、1-5の4種類のみが発売されている。空港アクセスには利用できない。
パリ・ヴィジット(Paris Visite)
ゾーン1-3、1-5、1-8の3種類（現在は1-3、1-5の2種類）のみで、有効期間は1、2、3、5日。子供料金もある。
Ticket Jeunes week-end
土曜、日曜、祝日に26歳未満の者のみ利用できる。ゾーン1-3、1-5、1-8の3種類（現在は1-3、1-5、3-5の3種類）。空港アクセスには利用できない。
IntègraleとImagine'RはNavigoと同様のICカードに移行している。